# Sowno, Koszaliński
Sowno [ˈsɔvnɔ] (trước đây Đức Alt Zowen) là một ngôi làng ở quận hành chính của Gmina Sianow, trong Koszaliński, Zachodniopomorskie, ở tây bắc Ba Lan. Nó nằm khoảng 16 kilômét (10 mi)  phía đông Sianów, 22 km (14 mi) phía đông Koszalin và 153 km (95 mi) về phía đông bắc của thủ đô khu vực Szczecin.
Trước năm 1945, khu vực này là một phần của Đức. Đối với lịch sử của khu vực, xem Lịch sử của Pomerania.